# François de la Kethulle de Ryhove
 (juin 2023).
François de la Kethulle de Ryhove (en néerlandais : Frans van der Kethulle van Ryhove), né à Wondelgem en 1531 et décédé probablement à Utrecht le 15 juin 1585, est bailli de Termonde, seigneur de Ryhove et chef flamand.

## Biographie

### Premières années

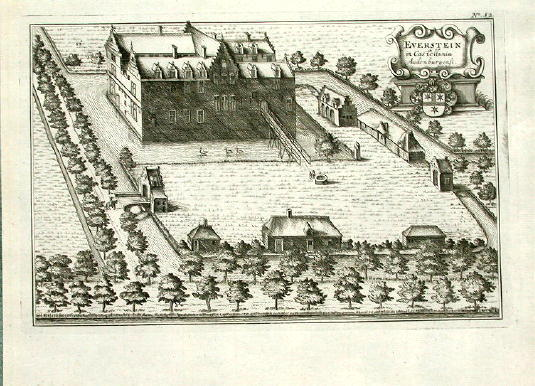
Château Everstein dessiné par Antonius Sanderus dans Flandria Illustrata

François de la Kethulle de Ryhove est né dans le château aujourd'hui disparu d'Everstein (nl) à Wondelgem. Il est le deuxième fils de Philippus van de Kethulle (†1545), seigneur d'Assche et Haverie, premier échevin de Gand, et de Françoise de Deurnagele (†1574). Il épouse Suzanna van den Haute, avec qui il aura quatre enfants : Philippe, Louis, Jeanne, Catherine. Sa seconde épouse se nomme Isabeau de Preudhomme.
Il est un fervent partisan de Guillaume d'Orange et vise à instaurer une forme modérée de calvinisme.
On sait peu de choses sur son enfance, si ce n'est qu'il a passé quelque temps en Allemagne. Il dit lui-même dans son Apologie, qu'il écrit en 1585, qu'il a mené une vie aventureuse dans sa jeunesse. Il fait sa première apparition publique lorsqu'en 1576 il est chargé par les États de Flandre de négocier à Termonde avec le colonel de Polweiler, qui commandait des mercenaires allemands au service de l'Espagne, à qui de nombreux mois de solde étaient dus et qui menacent de piller la ville. Il réussit à satisfaire les mercenaires avec un paiement partiel, après quoi ils repartent pour l'Allemagne. Il parvient également à empêcher quelques autres mutineries et, en guise de remerciement, les États le nomment Grand Bailli de Termonde.

### La République calviniste
En 1577, avec Jean de Hembyse, frère d'un de ses beaux-frères, il prend les choses en main pour établir une République calviniste à Gand. Pour cela, il rencontre Guillaume d'Orange à Anvers, qui approuve son projet malgré quelques hésitations.
Alors qu'il vient d'être nommé gouverneur de Flandre par les États généraux, le duc d'Aarschot visite Gand. Ryhove et Hembyse provoquent une émeute populaire contre lui et le font prisonnier. 
Ryhove vient arrêter le duc d'Aarschot en personne, tandis qu'un certain nombre de notables de la ville sont faits prisonniers ou placés en garde à vue. Parmi eux, figurent Jacques Hessels, un des juges les plus redoutés du Conseil des troubles, et les évêques d'Ypres et de Bruges. Au début, ils sont détenus avec une certaine courtoisie dans le Hof van Ryhoven, la demeure gantoise de François de Ryhove, qui contrôle la rue en payant et en armant trois cents « vagabonds ».
Ryhove et Hembyse prennent alors la tête la faction anti-catholique de la ville. Le 1er novembre 1577, suivant l'exemple des Pays-Bas du Nord, un « Conseil des XVIII » est créé afin de diriger la ville. Le 10 novembre, le duc d'Aarschot est libéré, tandis que les autres prisonniers sont emmenés à Termonde. Ils ne seront libérés que deux ans plus tard, en échange de rançons substantielles, sauf Hessels qui sera exécuté à la demande de Ryhove après un simulacre de procès..
Le 29 novembre 1577, Guillaume d'Orange visite la ville de Gand et y est reçu en grande pompe. Il préside au renouvellement du conseil municipal et Hembyse est nommé préfet.
Ryhove veut maintenant aussi conquérir les autres villes de Flandre, à commencer par Bruges. Avec son frère aîné, Guillaume de la Kethulle, seigneur d'Asse, il part de nuit avec une petite armée qui arrive devant la porte Sainte-Croix (nl) le 19 mars 1578. Le commandant de la garde municipale de Bruges, Gilles Mostaert, lui ouvre la porte de la ville et Ryhove se dirige vers l'hôtel de ville, où il se comporte en maître. Il nomme aussitôt un Conseil du XVIII et renouvelle la magistrature de la ville. Il reste à Bruges jusqu'au 7 avril, où il tombe malade (empoisonné pense-t-il) et est ramené à Gand.
Dès lors, un gouvernement calviniste s'installe dans les principales villes du comté de Flandre. À Gand, les pasteurs font des prêches sur la place publique. Les prêtres et les moines sont agressés et le 10 mai 1578, les monastères sont « nettoyés » et pillés. Le 18 juillet, le conseil est réformé pour suivre davantage les lignes directrices calvinistes, en nommant des membres de confiance de l'Église réformée. Le culte catholique devient bientôt interdit.

### La scission
Lorsque Hembyse s'accroche peu à peu à des positions plus extrêmes, Ryhove, sous l'influence de Guillaume d'Orange, devient partisan d'une démarche plus modérée. Hembyse, suivi des pasteurs calvinistes, des congrégations calvinistes et de la rue, reste inflexible dans ses actions contre les catholiques et refuse de se conformer aux directives de Guillaume d'Orange concernant la paix religieuse.
Guillaume d'Orange ordonne alors l'arrestation de Hembyse. Ryhove l'invite dans sa résidence et avec son beau-frère Roland de Hembyse, mari d'Adrienne de la Kethulle, et essaie, en vain, de le raisonner. Un soulèvement populaire éclate et Hembyse est libéré. Ce dernier poursuit à son tour Ryhove devant le conseil municipal sous l'accusation d'organisation d'émeutes. Une apparente réconciliation s'ensuit. Cependant, les troubles et les combats entre les deux factions se poursuivent.
À la demande de Ryhove, Guillaume d'Orange vient à Gand le 2 décembre 1578 pour rétablir la paix. Hembyse se résigne aux conditions de paix et de pratique des deux religions, imposées par Orange. Le 16 décembre 1578, la paix religieuse est proclamée. Les radicaux, menés par Hembyse, ne s'y sont résignés qu'en apparence et reprennent leurs actions anti-catholiques. Le 10 mars 1579, la chasse aux prêtres qui ont repris leurs fonctions dans les églises assignées aux catholiques commence. Ces églises sont à nouveau pillées et fermées. Les fonctionnaires de la ville sont obligés de se convertir au calvinisme ou sont renvoyés. Ryhove, de plus en plus modéré, craint d'être arrêté et fuit la ville.
Le 28 juillet 1579, Hembyse organise un coup d'État. Il a été reconduit comme premier échevin et a nommé une nouvelle magistrature de la ville entièrement calviniste. Cependant, c'est cette magistrature qui, contre la volonté de Hembyse, invite Guillaume d'Orange à Gand. Il était en relations étroites avec Ryhove, le porte-parole des modérés. Orange arrive à Gand le 18 août 1579. Il renvoie la Commission des XVIII, ainsi que Hembyse et tous ceux qui ont reçu de lui une charge. Une nouvelle magistrature est nommée. Hembyse s'enfuit en Allemagne et élit domicile au château de Frankenthal, où Petrus Datheen avait également trouvé refuge auparavant.

### Le cours modéré
Ryhove devient dès lors le dirigeant le plus important de Gand. Le 14 mars 1580, il reçoit le prince protestant de Condé. Le 7 juillet, Condé et Ryhove repoussent une attaque nocturne des troupes catholiques. Le 13 août, il accueille Guillaume d'Orange qui vient présider au renouvellement de la magistrature. Guillaume nomme Ryhove grand bailli de Gand.
Ryhove est également le chef de l'armée de Gand, dont l'entretien est très coûteux. Les sommes perçues à cet effet donnent lieu à des rumeurs selon lesquelles Ryhove en empocherait une partie. Pourtant, le 31 mai 1581, les bancs des échevins et les doyens de la ville lui décernent une récompense en remerciement pour avoir défendu Gand et empêché la ville d'être pillée en 1576, comme cela avait été fait à Anvers. La récompense est une pension à vie accordée à lui et à ses quatre enfants.
Des avancées militaires sont progressivement réalisées par les troupes d'Alexandre Farnèse, qui pensent que le moment est venu de proposer aux Gantois une réconciliation avec l'Espagne. Ryhove, fidèle à Orange, s'y oppose, mais la magistrature de Gand est prête à négocier. Il faut constater une diminution de l'influence exercée par Guillaume d'Orange et donc par Ryhove. Découragé, Ryhove se retire à Termonde.

### La République radicale
Le conseil municipal de Gand se retourne contre lui et refuse de payer ses troupes. Il est encore moins suivi à partir du moment où Guillaume d'Orange, effrayé par les progrès de Farnèse, se retire dans les provinces du Nord.
Le 14 août 1583, lors du renouvellement annuel de la magistrature, Hembyse est élu premier échevin. La population calviniste réagit avec enthousiasme et l'élu est rappelé de son exil allemand. Guillaume d'Orange n'est pas d'accord avec ce cours des événements et Ryhove, à la tête d'une force puissante, veut prendre Gand en son nom. Lorsqu'il se présente le 20 octobre 1583, les portes restent hermétiquement fermées et il n'est admis dans la ville que sans escorte. Il compte sur son ancienne popularité pour renverser la vapeur. Il s'adresse à la magistrature et lui demande de rester fidèle à Orange et aux États généraux. La réponse est négative.
Lorsque Ryhove veut quitter Gand le 24 octobre 1583 pour se retirer à Termonde, on le prévient que Hembyse est de retour à Gand. En bon politicien, il va aussitôt lui souhaiter la bienvenue. Cependant, il craint que ce retour ne soit de mauvais augure. Hembyse l'empêche de quitter la ville. Alors qu'il attend à la Muidepoort, celle-ci s'ouvre à l'improviste et Ryhove en profite pour s'en aller aussitôt, si bien que l'arrestation décidée par Hembyse n'a pas lieu.
Un événement inattendu se produit le 23 mars 1584 : Hembyse, accusé de coopérer avec Farnèse, est arrêté, condamné puis mis à mort en août.

### Le défaitisme
Gand étant assiégée par les troupes de Farnèse, Ryhove ne peut pas profiter de la mort de Hembyse. Il se rend à Anvers pour rencontrer les représentants des États. Philippe de Marnix de Sainte-Aldegonde exhorte Ryhove de rejoindre Gand quand même, mais ce dernier refuse à moins qu'une armée suffisamment forte ne soit mise à sa disposition.
À Gand, le défaitisme l'emporte et les gens préfèrent décider de se rendre. Des députés sont envoyés à Ryhove pour l'informer à ce sujet. Guillaume d'Orange fait de nouvelles tentatives pour les en dissuader et leur écrit en ce sens de Delft le 19 juin 1584. Ryhove est désespéré et se rend à Anvers puis aux États généraux en Hollande pour expliquer la situation et demander une aide militaire. Il n'obtient que de vagues promesses. Le 10 juillet 1584, Guillaume d'Orange est assassiné et Ryhove se rend à Delft, où il porte l'étendard du prince lors de la cérémonie funéraire du 3 août.
Ryhove tombe gravement malade et est en danger de mort. En voie de guérison, il apprend que Gand est tombée aux mains de Farnèse le 17 septembre et que ses biens ont été confisqués. Il part pour l'Angleterre, espérant trouver auprès de la reine Élisabeth le soutien que ne lui avaient pas promis les États généraux. Cependant, rien n'en est sorti.
Il retourne en Hollande. La date et le lieu de sa mort ne sont pas connus avec précision. Selon certains, il meurt à Utrecht en 1585 ou 1586. Selon d'autres, il ne serait mort que le 14 juin 1592 à Haarlem. Les archives de Gand conservent un document de 1610 d'où il ressort qu'il a épousé Cornelia Poussens le 3 novembre 1584 à Delft et qu'il est mort le 15 juin 1585 à Utrecht.

## Hommage
À Gand, une rue a été nommée Frans van Ryhovelaan en sa mémoire.